# 元大商業銀行

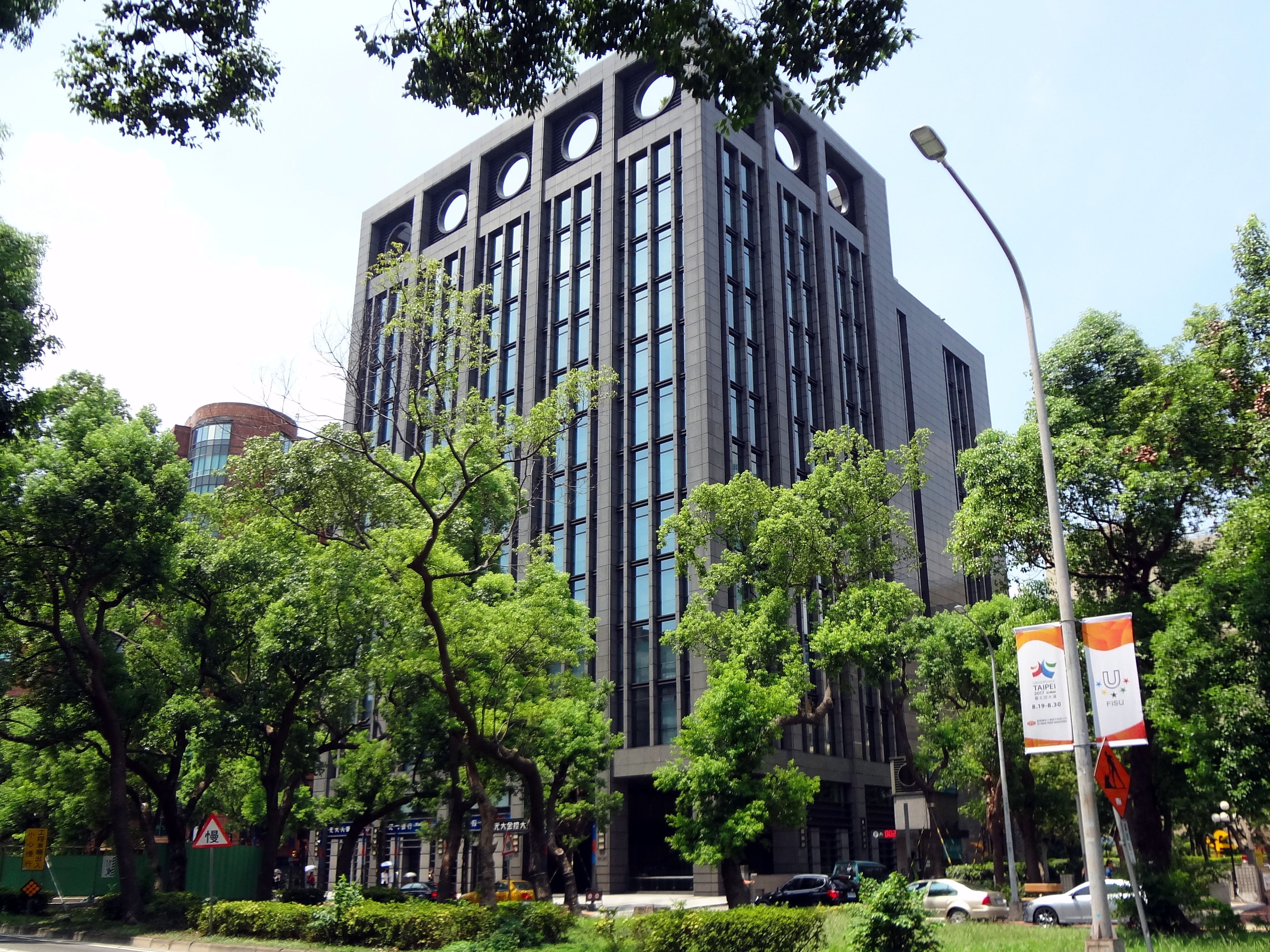
總行原位於元大金控大樓一樓

元大商業銀行，簡稱元大銀行，為臺灣的中型商業銀行之一，成立於1992年亞太商業銀行，目前屬於元大金融控股公司，目前國內分行據點共有149間，境外據點包含了韓國、香港及菲律賓。

## 發展歷史

### 亞太銀行階段
前身為由邱家雄發起成立的亞太商業銀行，1992年1月14日正式成立，投資者以個人股東為主，總行設於臺中市，最初以大台中為主要發展地區，於1992年2月12日開始營業。股票於1995年10月12日上櫃，1998年10月16日轉上市。

### 復華銀行階段
2002年8月1日，亞太銀行以1.387股轉換復華金融控股公司1股，成為復華金融控股公司的子公司，同時將總行遷往台北市；並於同年10月21日配合金控名稱，更名為復華商業銀行。
2004年6月5日，復華商業銀行以新台幣1.26億元併購台東信用合作社。
2005年1月10日，復華商業銀行以新台幣2.89億元併購台南市第七信用合作社，分行數增加至58家。
2005年12月23日，復華商業銀行以新台幣5.41億元併購台南市第六信用合作社，將分行數增加至70家。

### 元大銀行階段
2006年，元大京華證券入主經營復華金控。復華金控於2007年在9月26日更名為元大金融控股公司，旗下事業也陸續改使用「元大」品牌，因此復華商業銀行更名為元大商業銀行。
2009年10月27日，元大商業銀行標得由中央存款保險公司標售的慶豐商業銀行國內18家分行之資產、負債及營業。
2016年9月26日，元大商業銀行將首家海外子行菲律賓「東洋儲蓄銀行」更名為「元大儲蓄銀行（菲律賓）」；同年，再先後以1,351.02億韓元和新台幣565億元購併韓國韓新儲蓄銀行（HanShin Savings Bank）100%股權及大眾商業銀行100%股權。
2017年2月15日，韓新儲蓄銀行更名為「元大儲蓄銀行（韓國）」（Yuanta Savings Bank Korea）。
2018年1月1日，大眾銀行正式併入元大銀行，合併後元大銀行的總資產達新台幣1.26兆元、國內營業據點達152處。

## 外部連結
- 元大商業銀行
- 유안타저축은행 （页面存档备份，存于）
- Yuanta Saving Bank (Philippines) （页面存档备份，存于）